# Koberovy
Koberovy è un comune della Repubblica Ceca facente parte del distretto di Jablonec nad Nisou, nella regione di Liberec.

## Località
- Besedice
- Chloudov
- Hamštejn
- Michovka
- Prosíčka
- Vrát
- Zbirohy